# Е. Т. ванземаљац
Е. Т. ванземаљац (енгл. E.T. the Extra-Terrestrial) амерички је научно-фантастични филм из 1982. режисера Стивена Спилберга. Главне улоге тумаче Хенри Томас, Ди Волас, Роберт Макнотон, Дру Баримор и Питер Којоти. Прича прати Елиота усамљеног дечака који се спријатељио са ванземаљцем, који је залутао на земљу. Елиот и његови рођаци помажу ванземаљцу да се врати кући, успут га скривајући од Елиотове мајке и органа реда.

## Радња
Ванземаљац је долетео на Земљу са мирољубивим намерама – у оквиру истраживачке групе. Филм почиње у калифорнијској шуми где група истраживача ванземаљаца сакупља узорке биљака. Специјалисти из НАСА-е приметили су приближавање летећег тањира. Појавом специјалних агената владе Сједињених Држава, ванземаљци беже у свој свемирски брод, заборављајући једног мање ефикасног колегу на Земљи.
Земљанин, дечак Елиот, као и његов брат и сестра, спасавају га. Сада сви морају да смисле како да помогну ванземаљцу да се врати кући.

## Улоге
| Глумац          | Улога        |
| --------------- | ------------ |
| Хенри Томас     | Елиот Тејлор |
| Роберт Макнотон | Мајкл Тејлор |
| Дру Баримор     | Герти Тејлор |
| Ди Волас        | Мери Тејлор  |
| Питер Којоти    | Киз          |
| Пит Велш        | И-Ти         |